# Alcuin Reid

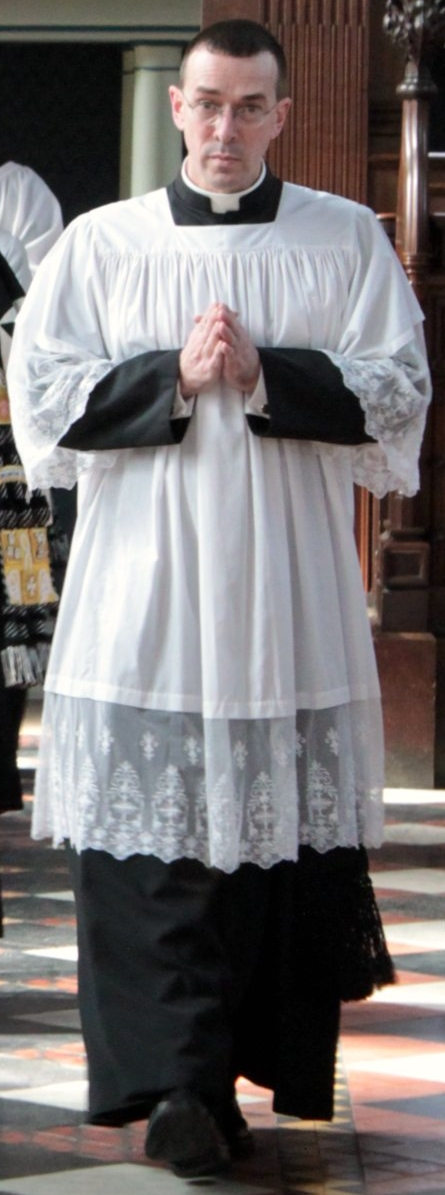
Alcuin Reid (2010)

Alcuin Reid (* 1963), bürgerlich Scott M. P. Reid, ist ein aus Australien stammender römisch-katholischer Mönch und Liturgiewissenschaftler.

## Leben
Nach dem Studium der Theologie und Pädagogik sowie Dienst als Diakon (1989–1989) im Erzbistum Melbourne von seinen Oberen beurlaubt, verzog Reid nach England. Dort promovierte er 2002 am King’s College London zum Doctor of Philosophy und trat für einige Jahre in die Benediktinerabtei Saint Michael’s Abbey, Farnborough, ein. Sein Mönchsname Alcuin verweist auf den berühmten karolingischen Liturgiker Alkuin. 2007 wirkte er als Lehrer an der London Oratory School, Fulham.
Reid wurde 2009 von Bischof Dominique Rey in das französische Bistum Fréjus-Toulon aufgenommen. Reids Heimatdiözese, das Erzbistum Melbourne, soll vor der Aufnahme gewarnt haben. Die gewünschte Priesterweihe blieb Reid auch in Frankreich verwehrt. Unter unklaren Umständen erfolgte sie offenbar im April 2022.
Reid veröffentlichte mehrere Schriften, deren thematischer Schwerpunkt auf der römisch-katholischen Liturgie liegt. Er befasst sich ablehnend mit der Liturgiereform. 2013 war er Hauptorganisator der internationalen Konferenz Sacra Liturgia in Rom.

## „Monastère Saint-Benoît“
Reid ist Gründer und Vorsteher der englischsprachigen Vereinigung von Gläubigen, die sich „Monastère Saint-Benoît“ (Kloster St. Benedikt) nennt. Das in Brignoles angesiedelte  altritualistische Kleinkloster benediktinischer Prägung wurde bei seiner Gründung 2009 als diözesanrechtliche Vereinigung im Bistum Fréjus-Toulon anerkannt. Der Benediktinischen Konföderation gehörte es niemals an. Mit Genehmigung des Vatikans pflegt die Gemeinschaft die „alte“ Liturgie von 1962; die Päpstliche Kommission Ecclesia Dei gewährte ihr sogar die einzigartige Erlaubnis, die Kar- und Osterliturgie in den vor der Reform der Karwochenliturgie durch Papst Pius XII. (1955/56) üblichen Formen zu feiern.
Seit 2020 ist die Mönchsgemeinschaft Eigentümer der von ihr benutzten Baulichkeiten in Brignoles.
Bischof Rey entzog der Vereinigung  „Monastère Saint-Benoît“ am 10. Juni 2022 die kirchliche Anerkennung wegen unerlaubt und geheim erfolgter Priester- bzw. Diakonenweihe zweier Mitglieder, nämlich des Priors Reid und des Mönchs Ildephonse Swithinbank. Sie sollen außerhalb Frankreichs durch einen ungenannten „ranghohen Prälaten“ der römisch-katholischen Kirche vollzogen worden sein. Die beiden Neugeweihten wurden daraufhin durch den zuständigen Ortsbischof von Fréjus-Toulon suspendiert, ihnen die Feier von Sakramenten untersagt und das Kloster kirchlicherseits aufgelöst.
Die Vereinigung „Monastère Saint-Benoît“ sieht sich in einer Verbindung zur Benediktinerabtei Barroux, die dem katholischen Traditionalismus zugerechnet wird.

## Schriften (Auswahl)
- Scott M. P. Reid: General sacramental absolution. An historical, canonical and pastoral perspective. 38 S., Saint Austin, London 1998, ISBN 1-901157-65-2.
- Alcuin Reid: The organic development of the liturgy. The principles of liturgical reform and their relation to the twentieth-century liturgical movement prior to the Second Vatican Council. Saint Michael’s Abbey Press, Farnborough, 2004, 333 S.; 2nd ed., Ignatius Press, San Francisco, 2005, 374 S., ISBN 1-58617-106-2.
- A. Fortescue – J. B. O’Connell – A. Reid: The ceremonies of the Roman rite described. 15th ed. (Revised and updated in the light of Pope Benedict XVI's Summorum Pontificum), Burns & Oates, London/New York, 2009, ISBN 0-86012-462-2.
- A bitter trial. Evelyn Waugh and John Carmel Cardinal Heenan on the liturgical changes. Ed. by Scott M. P. Reid, Ignatius Press, San Francisco 2011, ISBN 1-58617-522-X